# Norris Cotton
Norris H. Cotton, född 11 maj 1900 i Warren, New Hampshire, död 24 februari 1989 i Lebanon, New Hampshire, var en amerikansk republikansk politiker. Han representerade delstaten New Hampshire i båda kamrarna av USA:s kongress, först i representanthuset 1947-1954 och sedan i senaten 1954-1974 samt från augusti till september 1975.
Cotton gick i skola i Phillips Exeter Academy och studerade därefter vid Wesleyan University. Han arbetade som redaktör på The Granite Monthly. Han avlade sedan juristexamen vid George Washington University och inledde sin karriär som advokat i Lebanon, New Hampshire.
Cotton efterträdde 1947 Sherman Adams som kongressledamot. Han efterträdde sedan 1954 Robert W. Upton som senator för New Hampshire. Cotton avgick 1974 och efterträddes av Louis C. Wyman. Mandatet blev sedan vakant i januari 1975 i och med att tvisten om det jämna senatsvalet 1974 fortsatte mellan republikanen Wyman och demokraten John A. Durkin. Till sist gick både Wyman och Durkin med på att ett fyllnadsval ordnades i september 1975. Cotton blev utnämnd till senaten i augusti och han efterträddes sedan av den 18 september av fyllnadsvalets segrare Durkin.
Cotton var kongregationalist och frimurare. Han gravsattes på School Street Cemetery i Lebanon.